# Sabino Álvarez Gendín
Sabino Álvarez-Gendín y Blanco (Avilés, 21 de marzo de 1895-Madrid, 30 de noviembre de 1983) fue un catedrático universitario de derecho administrativo, magistrado del Tribunal Supremo y rector de la Universidad de Oviedo.

## Biografía
Realiza los estudios de bachiller en Avilés. Una vez concluido el bachillerato se traslada a Madrid y comienza a estudiar en la Universidad Central de Madrid. Una vez licenciado regresa a Asturias y en Oviedo comienza a estudiar el doctorado en su universidad. Se doctora finalmente en 1921.
Una vez doctorado se traslada a Salamanca para trabajar en la Universidad como profesor auxiliar. Tras pasar un tiempo se traslada a Francia para ampliar sus estudios de Derecho. Una vez finalizada su estancia en Francia regresa de nuevo a Oviedo en donde obtiene la cátedra de derecho en 1934.
En 1937, tras el fusilamiento del rector Leopoldo García-Alas García-Argüelles, es nombrado rector de la universidad, cargo que ocupará hasta 1951.
En 1955 fue nombrado magistrado del Tribunal Supremo, cargo que ocupó hasta su jubilación. 
Fue también cofundador del Real Instituto de Estudios Asturianos.

## Distinciones
Miembro del Patronato Raimundo Lulio, del Consejo Superior de Investigaciones Científicas y de la Sección Española del Instituto Internacional de Ciencias Administrativas.

## Obras
- Las mancomunidades municipales (Madrid, 1922), tesis doctoral
- Teoría general de las fuentes del Derecho: Consideración especial de las de Derecho público (Madrid, 1925)
- Expropiación forzosa: Su concepto Jurídico y nuevas orientaciones (Madrid, 1928)
- Aglomeraciones urbanas v ensanche de poblaciones (Madrid, 1930)
- Regionalismo. Estudio general: El problema de Asturias (Oviedo, 1932)
- Los contratos públicos (1934)
- Nociones de lo Contencioso-Administrativo (Madrid, 1935-36)
- Manual de Derecho Administrativo (Madrid, 1941)